# Дженерик
Джене́рик (англ. generic drug) — лекарственное средство, содержащее химическое вещество — активный фармацевтический ингредиент, идентичный запатентованному компанией — первоначальным разработчиком лекарства. Дженерики производятся и продаются после истечения срока действия патента и, соответственно, монополии компании-патентодержателя другими производителями под международным непатентованным названием либо под коммерческим названием, отличающимся от фирменного названия разработчика препарата.
В отличие от химических лекарственных средств, воспроизведённые биологические препараты не являются полностью идентичными оригинальным, и называются биосимилярами или биоаналогами.

## Название
Слово «дженерик» — транслитерация с англ. generic, которое значит «родовой, более общий», и противоположно по значению specific «видовой, конкретный». Речь идёт о неспецифических, то есть химических, названиях данных препаратов, под которыми они продаются, в противовес специфичным для организации — первоначального разработчика данного лекарственного вещества оригинальным фирменным торговым названиям — брендам. Так, выразительное фирменное название известного спазмолитического средства — «Но-Шпа» (No-Spa «Нет спа(змам)»), в то время как его аналог дженерик выпускается под безэмоциональным химическим названием основного действующего вещества «дротаверина гидрохлорид».

## Практика производства дженериков
Патентная защита инновационного лекарственного средства действует в зависимости от патентного законодательства конкретной страны (например, 12 лет в США, до 25 лет в России). С окончанием срока действия патента или других исключительных прав законодательные ограничения на продажу лекарственного средства теряют силу. С этого момента практически любая фирма, имеющая возможность освоить технологию производства лекарственного средства (при условии соблюдения патентной чистоты способа производства), получает возможность входа на рынок.

## Мировые практики
Для вывода на рынок дженерика, в отличие от оригинального (впервые разработанного препарата) производитель дженерика не должен проводить полный цикл клинических испытаний; ему достаточно иметь подтверждение надлежащей практики фармацевтического производства (GMP) и, при необходимости, провести испытания на фармацевтическую эквивалентность — степень и скорость всасывания лекарства, время достижения максимальной концентрации в крови и её значение, характер распределения препарата в тканях и жидкостях организма, тип и скорость выведения препарата.
Необходимость проведения испытаний определяется лекарственной формой препарата-дженерика. Так, в случаях, когда лекарственной формой являются растворы активной субстанции в концентрации, близкой к концентрации оригинального препарата (растворы для инъекций, капли и растворы для офтальмологической и оториноларингологической практики, включая растворы для ингаляций, водные растворы для топического применения и порошки для приготовления растворов), испытания не требуются, так как фармакодинамика препарата при использовании растворов одинакова. Испытания требуются для тех лекарственных форм, где динамика поступления активной субстанции в организм определяется процессами растворения (пероральные средства) либо диффузии (суппозитории, трансдермальные пластыри), при этом, если такие отличия могут вызывать серьёзные последствия или существенно влиять на фармакокинетику (оральные формы немедленного высвобождения с системным действием, низкий терапевтический индекс, низкая растворимость, высокое отношение балласт / активная субстанция, формы пролонгированного действия и т. п.), проводятся испытания in vivo, в прочих случаях — испытания in vitro.
К достоинствам дженериков можно отнести низкую стоимость (за счёт отсутствия затрат на разработку, клинические испытания и т. п., или лицензионные выплаты), а также уже существующие результаты клинических испытаний и уже накопленный опыт практического применения лекарственного средства (действующего вещества) в виде оригинального препарата, который дженерик копирует.
Благодаря отсутствию монополии патентодержателя по истечении срока патентной защиты и отсутствию в необходимости дорогостоящих лабораторных испытаний на животных, а затем клинически на людях, цены на дженерики существенно ниже, чем цены на оригинальные препараты; так, согласно докладу FDA в 2010 г. рецепты на дженерики составляли 70 % от общего числа выписанных рецептов, при этом экономия за счет использования дженериков в системе здравоохранения США за десятилетие составила 824 миллиарда долларов.
В 2005 году началось движение за выпуск дженериков самими фирмами - разработчиками брендов с тем, чтобы не упускать выгоду, заметно перетекающую сегодня к фирмам - ресинтезаторам препаратов, в частности, в Индии сертифицированный экспортер из Индии Million Health Pharmaceuticals PVT LTD и Китае.

## В России
В РФ ключевым вопросом является качество производимых дженериков, так как, в отличие от стран ЕС, где производители, при необходимости, проводят испытания биоэквивалентности in vivo, производители РФ ограничиваются только фармакопейными — in vitro — методами.

Камнем преткновения является качество воспроизведенных препаратов, их сравнительная клиническая эффективность с оригиналом. Причем последняя должна быть доказана в репрезентативной выборке, что исключает получение неверного результата.
…С другой стороны, существует очень серьёзное давление со стороны фирм - производителей оригинальных средств, доходящее иногда до полного отрицания эффективности ресинтезированных продуктов, что не менее абсурдно, чем отождествление оригинала с копией.
— О. И. Карпов
По закону, для выхода дженерика на российский рынок производителю лекарственного средства достаточно провести исследование биоэквивалентности, причем отклонения от эталона (оригинального бренда) допускаются весьма значительные: от минус 20 % до плюс 25 %.

## Отзыв дженериков с рынка
Рост рынка дженериков сопровождался ужесточением требований к их производству и качеству, что иногда приводило к отзыву препаратов с рынка.
В 2014 году американское Управление по санитарному надзору за качеством пищевых продуктов и медикаментов инициировало широкомасштабную программу по проверке качества дженериков, произведенных за пределами США. Проверке предшествовали:
- отзыв с рынка дженерикового препарата Budeprion XL (Бупропион 300 мг, таблетки пролонгированного действия) компании Impax Laboratories, Inc. (Teva Pharmaceutical Industries), который был признан терапевтически неэквивалентным оригинальному препарату Wellbutrin XL, отзыв не затронул Budeprion 150 мг того же производителя (2012)[13],
- Запрет на использование активных субстанций производства индийской компании Ranbaxy Laboratories Ltd в производстве дженериков, продающихся на территории США из-за нарушения компанией производственных стандартов[14], и отзыв разрешений на маркетинг дженериковых форм эзомепразола и валганцикловира по этой же причине.[15],
- запрет на импорт в США дженериков производства индийской компании Sun Pharmaceutical Industries Ltd (2014)[16],
- отзыв с рынка дженериков метопролола, производимых индийскими компаниями Dr. Reddy’s Laboratories Ltd и Wockhard Ltd (2014)[17].

Ужесточение требований к производителям дженериков наблюдается также в Великобритании и Германии.